# Дневник памяти (роман)
«Дневник памяти» (англ. The Notebook) — основанный на реальных событиях роман Николаса Спаркса, опубликованный в 1996 году. В 2004 году роман был экранизирован режиссёром Ником Кассаветисом.

## Создание
Роман «Дневник памяти» первый опубликованный роман Николаса Спаркса, и третий из написанных им. Написанный в 1994 году и опубликованный в октябре 1996 года, он стал бестселлером в первую же неделю своих продаж и был включен в список The New York Times Best Seller List. Роман оставался бестселлером более года, а затем снова вошел в ряды бестселлеров после выхода фильма в 2004 году.
По словам автора, на написание романа его вдохновила история жизни бабушки и дедушки его жены, которые были женаты более 60 лет, когда он познакомился с ними. В «Дневнике памяти» он пытался изобразить долгую романтическую любовь этой пары.